# Kira Nagy
Kira Nagy (29 december 1977) is een tennisspeelster uit Hongarije.

## Loopbaan
Nagy begon op zesjarige leeftijd met het spelen van tennis.
Zij speelde tweemaal op het US Open, in 2000 en 2007, waarbij zij niet verder kwam dan de eerste ronde.
Zij vertegenwoordigde Hongarije op de Fed Cup, waar zij zestien partijen speelde tussen 2002 en 2007.
In 2004 nam zij deel aan de Olympische spelen in Athene, samen met Petra Mandula.

## Resultaten grandslamtoernooien
| Legenda | Legenda                          |
| ------- | -------------------------------- |
| g.t.    | geen toernooi gehouden           |
| l.c.    | lagere categorie                 |
| –       | niet deelgenomen                 |
| G       | uitgeschakeld in de groepsfase   |
| 1R      | uitgeschakeld in de eerste ronde |
| 2R      | uitgeschakeld in de tweede ronde |
| 3R      | uitgeschakeld in de derde ronde  |
| 4R      | uitgeschakeld in de vierde ronde |
| KF      | uitgeschakeld in de kwartfinale  |
| HF      | uitgeschakeld in de halve finale |
| F       | de finale verloren               |
| W       | het toernooi gewonnen            |
| w-v     | winst/verlies-balans             |

### Enkelspel
| toernooi        | 2000 |    | 2007 |
| --------------- | ---- | -- | ---- |
| Australian Open | –    | –  |      |
| Roland Garros   | –    | –  |      |
| Wimbledon       | –    | –  |      |
| US Open         | 1R   | 1R |      |

### Vrouwendubbelspel
| toernooi        | 2004 |
| --------------- | ---- |
| Australian Open | –    |
| Roland Garros   | 1R   |
| Wimbledon       | 1R   |
| US Open         | 1R   |